# Ndikiniméki
Ndikiniméki es una comuna camerunesa perteneciente al departamento de Mbam-et-Inoubou de la región del Centro.
En 2005 tiene 17 462 habitantes, de los que 8874 viven en la capital comunal homónima.
Se ubica en el cruce de las carreteras N4 y P11, unos 120 km al noroeste de Yaundé.

## Localidades
Comprende la ciudad de Ndikiniméki y las siguientes localidades:
- Akoute
- Boutourou
- Etoundou I
- Etoundou III
- Mafe Brousse
- Ndema
- Ndiki
- Ndikitiek
- Ndikiyel
- Ndikoti I
- Ndikoti II
- Ndoko Bagna
- Ndokobandalemak
- Ndokbassaben
- Ndokobou I
- Ndokobou II
- Ndokohok
- Ndokomai
- Ndokon
- Ndoknonoho
- Ndokowanen
- Ndoksomb
- Nebolen
- Nefante
- Netof
- Nomale
- Nomena